# Siculus Flaccus
Siculus Flaccus war ein lateinischer Fachschriftsteller, ein Feldvermesser vermutlich des 2. Jh. n. Chr.
(Da die Texte der Agrimensoren wenig strukturiert sind, werden die Zitate im Folgenden durch den Namen des Agrimensors und die Seiten- und Zeilenangabe in der Ausgabe Brian Campbells angegeben.)

## Name, Person, Quellenlage
Eine der Schriften im Corpus agrimensorum Romanorum trägt die Überschrift Siculi Flacci de conditionibus agrorum (= Das Buch über die Beschaffenheit des Ackerlandes von Siculus Flaccus). Hierdurch ist Siculus Flaccus als einer der Agrimensoren der römischen Kaiserzeit ausgewiesen. Es haben sich keine weiteren Zeugnisse zu seiner Person erhalten. Aber seine Schrift bestätigt ihn als einen Mann der Theorie und der Praxis. Er geht auf viel fachliche Einzelheiten ein, betont aber auch immer die Notwendigkeit der sorgfältigen Prüfung bei der praktischen Arbeit. Als Experte in verschiedenen Disziplinen verdient er sich Respekt. Schon mit den ersten Worten Conditiones agrorum per totam Italiam … a professione nostra hominibus notum est (= Die Beschaffenheit des Ackerlandes in ganz Italien … ist denen, die unseren Beruf haben, bekannt) stellt er sich als fachkundigen Agrimensor vor und erklärt Italien zu seinem Tätigkeitsbereich. Wahrscheinlich wirkte er im 2. Jh. n. Chr.
Die Schrift ist in der Handschrift Pal. lat. 1564 aus dem frühen 9. Jahrhunderts in der Vatikanischen Apostolischen Bibliothek sowie der von ihm abhängigen Handschrift Gud. lat. 105 in der Herzog August Bibliothek erhalten. Einige weiter Teilstücke existieren.

## De conditionibus agrorum

### Einleitung und geschichtliche Einbettung
Siculus Flaccus versucht, seinen Text durch einleitende geschichtliche Beispiele zu überhöhen. Dabei bringt er so fernliegende Ereignisse, wie die Einwanderung der Trojaner in Latium (Siculus Flaccus, S. 104,10-11), aber auch näherliegendes wie die Siedlungsoffensive der Gracchen. Er erweist sich aber nicht als genauer Historiker. Bei den Gracchen unterscheidet er nicht zwischen den beiden auf diesem Gebiet tätigen Tiberius Sempronius Gracchus und Gaius Sempronius Gracchus. Auch stimmt die Obergrenze von 200 iugera Landbesitz, die er nennt (Siculus Flaccus, S. 102,29-32) nicht mit der Lex Sempronia agraria überein.

### Fachbegriffe und Definitionen
Siculus Flaccus benutzt wie seine Kollegen die Fachbegriffe der Zunft:
- artifinales agri (Siculus Flaccus, S. 104,24-30), Land, das noch nicht agrimensorisch behandelt wurde; so auch bei seinen Kollegen (Sextus Iulius Frontinus, S. 2,18ff).
- diuisi et assignati agri (Siculus Flaccus, S. 120,19-21). Aufgeteiltes und eine colonia zugeteiltes Land, auch (Sextus Iulius Frontinus, S. 2,5).
- decumani (Siculus Flaccus, S. 118,38ff). Bei Siculus Flaccus alle Grenzen, die sich östlich/westlich erstrecken, im Gegensatz zu seinen Kollegen, die nur die mittlere östlich/westliche Grenze so nennen. Auch seine etymologische Herleitung von mensura denum actum (10 actus lang) weicht von der des Frontinus ab.
- cardo (die nord/südliche Grenze), mappa (die Flurkarte) und viele andere mehr

### Eigene Erfahrung und Arbeit
Der Schwerpunkt der Schrift liegt auf der Beschreibung der von ihm durchgeführten agrimensorischen Arbeit. Es handelt sich dabei um altes Kulturland, das bereits in vorrömischer Zeit durch unregelmäßige Grenzen verschiedener Art gegliedert wurde. Diese alten Landmerkmale werden vom Autor kenntnisreich beschrieben und bei der Neukartierung berücksichtigt. Da werden eindrucksvolle Bäume (Zypressen, Pinien, Pappeln) betrachtet (Sicules Flaccus, S. 110,1-17), aber auch Steine untersucht, ob sie natürlich sind oder von Menschen gesetzt (Siculus Flaccus, S. 106,6-13). Hierbei muss der Agrimensor aber Vorsicht walten lassen, dass er sie nicht mit alten Grabsteinen (cippus) verwechselt, die frühere Besitzer auf ihrem Land errichtet haben (Siculus Flaccus, S. 106,14-18). Auch umgedrehte Amphoren gibt es als Grenzmarker, und selbstverständlich muss der sich ändernde Lauf der Flüsse berücksichtigt werden.
So eindrucksvoll diese Schilderungen sind, so schwierig ist ihre historische Einordnung. Sicher wurde die Schrift nach der Regierungszeit des Kaisers Domitian (81–96 n. Chr.) verfasst, dessen Erlass zur subseciva Siculus Flaccus erwähnt (Siculus Flaccus, S. 130, 15ff). Dies ist allerdings die einzige genannte Person des Prinzipats. Die geographischen Begriffe (Pisaurum, Nola, Benevent u. a.) finden sich alle in Italien. Das vermessene Land wird den besiegten Feinden genommen und den siegreichen Soldaten und Veteranen zugeteilt (= ex hoste uictori militi ueteranoque assignatus hostibus pulsis. Siculus Flaccus, S 120,34f). Welche geschichtlichen Ereignisse dabei gemeint sind, wird nicht klar. Zwar erwähnt Tacitus ein Landangebot an unzufriedene Soldaten, die äußerst knappen Angaben passen aber zeitlich nicht zum angenommenen Wirken des Siculus Flaccus. Auch die zahlreichen und gut ausgewerteten Militärdiplome nennen Landzuteilungen sehr selten und können nichts zum Erhellen des Hintergrunds beitragen.
Kurz vor Abbrechen des Textes würdigt Siculus Flaccus noch einmal die weit zurückliegende Landvermessung zur Zeit der Gracchen und Sullas.

## Textausgaben
- Friedrich Blume, Karl Lachmann, Adolf August Friedrich Rudorff (Hrsg.): Gromatici veteres. Die Schriften der römischen Feldmesser, 2 Bde., Berlin 1848–1852
- Brian Campbell, (Hrsg., Übers., Komm.): The writings of the Roman land surveyors. Introduction, translation and commentary (= Journal of the Roman Studies Monographs. 9), London 2000
- Carl Olof Thulin (Hrsg.): Corpus agrimensorum Romanorum (= Opuscula agrimensorum veterum. I). Leipzig 1913 (Nachdruck Stuttgart 1971), ISBN 3-519-01245-6.